# Oulles
Oulles, parfois Oulles en Oisans de manière non officielle, est une commune française située dans le département de l'Isère, en région Auvergne-Rhône-Alpes.
La commune est nichée dans le massif du Taillefer, à plus de 1 400 m d'altitude. Très isolée, elle est la commune la moins peuplée du département.

## Géographie

### Situation et description
Oulles est un petit village de haute montagne accroché sur les pentes orientales du massif du Taillefer. Très peu peuplée, la commune n'est desservie que par une seule route qui la relie à la commune du Bourg d'Oisans, située dans la vallée de la Romanche.

Le site de l'office de tourisme de l'Oisans présente le village en ces termes: 
«  Au bout d’une étroite route escarpée, typique de l’Oisans, niché sur les flancs du massif du Taillefer, Oulles fait face au massif des Grandes Rousses et aux sommets les plus connus du parc national des Écrins. Juste au-dessus du village la vue panoramique est saisissante.  »

### Géologie
La partie du massif du Taillefer où se situe le territoire d'Oulles est principalement un massif cristallin, à l'instar de la chaîne de Belledonne. Géologiquement, la commune est caractérisée par des ardoises qui ont été exploitées de façon industrielle.

### Climat
Pour des articles plus généraux, voir Climat d'Auvergne-Rhône-Alpes et Climat de l'Isère.
En 2010, le climat de la commune est de type climat de montagne, selon une étude du Centre national de la recherche scientifique s'appuyant sur une série de données couvrant la période 1971-2000. En 2020, Météo-France publie une typologie des climats de la France métropolitaine dans laquelle la commune est exposée à un climat de montagne ou de marges de montagne et est dans la région climatique  Alpes du nord, caractérisée par une pluviométrie annuelle de 1 200 à 1 500 mm, irrégulièrement répartie en été. 
Pour la période 1971-2000, la température annuelle moyenne est de 7,5 °C, avec une amplitude thermique annuelle de 16,3 °C. Le cumul annuel moyen de précipitations est de 1 304 mm, avec 9 jours de précipitations en janvier et 7,8 jours en juillet. Pour la période 1991-2020, la température moyenne annuelle observée sur la station météorologique de Météo-France la plus proche, « Alpe-d'Huez », sur la commune de Huez à 6 km à vol d'oiseau, est de 5,1 °C et le cumul annuel moyen de précipitations est de 994,8 mm,. Pour l'avenir, les paramètres climatiques de la commune estimés pour 2050 selon différents scénarios d'émission de gaz à effet de serre sont consultables sur un site dédié publié par Météo-France en novembre 2022.

### Hydrographie
Aucun cours d'eau notable ne traverse le village, à l'exception du ruisseau d'Oulles qui rejoint le torrent de la Lignare dans la vallée, ce dernier étant un affluent de la Romanche.

### Voies de communication
L'unique route d'accès (RD 221) au village en tant que voie carrossable a été construite dans les années 1960. Cette route rejoint la RD 526, route qui relie Le Bourg d'Oisans à Entraigues et à La Mure.

## Urbanisme

### Typologie
Au 1er janvier 2024, Oulles est catégorisée commune rurale à habitat très dispersé, selon la nouvelle grille communale de densité à sept niveaux définie par l'Insee en 2022.
Elle est située hors unité urbaine et hors attraction des villes,.

### Occupation des sols
L'occupation des sols de la commune, telle qu'elle ressort de la base de données européenne d’occupation biophysique des sols Corine Land Cover (CLC), est marquée par l'importance des forêts et milieux semi-naturels (93,5 % en 2018), une proportion sensiblement équivalente à celle de 1990 (93,7 %). La répartition détaillée en 2018 est la suivante : 
milieux à végétation arbustive et/ou herbacée (49,9 %), espaces ouverts, sans ou avec peu de végétation (28,3 %), forêts (15,4 %), zones agricoles hétérogènes (6,5 %).
L'IGN met par ailleurs à disposition un outil en ligne permettant de comparer l’évolution dans le temps de l’occupation des sols de la commune (ou de territoires à des échelles différentes). Plusieurs époques sont accessibles sous forme de cartes ou photos aériennes : la carte de Cassini (XVIIIe siècle), la carte d'état-major (1820-1866) et la période actuelle (1950 à aujourd'hui).[passage promotionnel]

### Hameaux, lieux dits et écarts
Selon les références toponymiques fournies par le site géoportail de l'Institut géographique national, la commune compte deux lieux habités, le bourg central d'Oulles et le hameau du Pouillard situé, plus à l'ouest, à quelques centaines de mètres du bourg.

### Risques naturels et technologiques

#### Risques sismiques
L'ensemble du territoire de la commune d'Oulles est situé en zone de sismicité n°3, en limite de la zone n°4 qui se situe au centre du département de l'Isère (vers Vizille et Grenoble).
| Type de zone | Niveau            | Définitions (bâtiment à risque normal) |
| ------------ | ----------------- | -------------------------------------- |
| Zone 3       | Sismicité modérée | accélération = 1,1 m/s2                |

## Toponymie

### Bourg central
Le nom de la localité est attesté sous la forme Ecclesia de Olla au XIe siècle.
Du latin Olla (marmite), ce toponyme étant alors lié à la forme du vallon rappelant sans doute cet ustensile de cuisine, qui désigne aussi par extension « une mare d'eau ». En patois, une Oulla désigne aujourd'hui encore « un pot en terre ».

## Histoire

### Époque contemporaine
Du XVIIe siècle au XIXe siècle, des mines de fer, de plomb et de cuivre ont été exploitées par plusieurs sociétés minières. La commune compta, à certaines époques, plusieurs centaines d'habitants.
En 1936 un incendie détruisit une partie du village.

## Politique et administration

### Administration municipale
Le conseil municipal est composé de sept membres dont un maire, deux adjoint au maire et quatre conseillers municipaux.

### Liste des maires
| Période                                  | Période  | Identité          | Étiquette | Qualité                              |
| ---------------------------------------- | -------- | ----------------- | --------- | ------------------------------------ |
| ?                                        | 1942     | Jean Mazet        |           | Révoqué par le Gouvernement de Vichy |
| 2001                                     | 2014     | Joseph Vieux      | -         | -                                    |
| 2014                                     | 2020     | Stéphane Girard   | SE        | Commerçant                           |
| 2020                                     | En cours | Clotilde Correnoz | -         | -                                    |
| Les données manquantes sont à compléter. |          |                   |           |                                      |

## Population et société

### Démographie
L'évolution du nombre d'habitants est connue à travers les recensements de la population effectués dans la commune depuis 1793. Pour les communes de moins de 10 000 habitants, une enquête de recensement portant sur toute la population est réalisée tous les cinq ans, les populations de référence des années intermédiaires étant quant à elles estimées par interpolation ou extrapolation. Pour la commune, le premier recensement exhaustif entrant dans le cadre du nouveau dispositif a été réalisé en 2006.

En 2022, la commune comptait 16 habitants, en évolution de +128,57 % par rapport à 2016 (Isère : +3,07 %, France hors Mayotte : +2,11 %).
| 1793 | 1800 | 1806 | 1821 | 1831 | 1836 | 1841 | 1846 | 1851 |
| ---- | ---- | ---- | ---- | ---- | ---- | ---- | ---- | ---- |
| 227  | 155  | 234  | 271  | 234  | 287  | 286  | 290  | 296  |

| 1856 | 1861 | 1866 | 1872 | 1876 | 1881 | 1886 | 1891 | 1896 |
| ---- | ---- | ---- | ---- | ---- | ---- | ---- | ---- | ---- |
| 266  | 261  | 260  | 239  | 219  | 192  | 174  | 177  | 159  |

| 1901 | 1906 | 1911 | 1921 | 1926 | 1931 | 1936 | 1946 | 1954 |
| ---- | ---- | ---- | ---- | ---- | ---- | ---- | ---- | ---- |
| 140  | 160  | 130  | 83   | 78   | 74   | 59   | 69   | 53   |

| 1962 | 1968 | 1975 | 1982 | 1990 | 1999 | 2006 | 2011 | 2016 |
| ---- | ---- | ---- | ---- | ---- | ---- | ---- | ---- | ---- |
| 35   | 29   | 25   | 8    | 9    | 16   | 12   | 12   | 7    |

| 2021 | 2022 | - | - | - | - | - | - | - |
| ---- | ---- | - | - | - | - | - | - | - |
| 13   | 16   | - | - | - | - | - | - | - |

Selon le reportage du journal télévisé de TF1 du 3 février 2017,il ne resterait que quatre habitants dans le village. Le site officiel de la commune annonce sept habitants en 2020, mais trente neuf électeurs et électrices sont inscrits sur les listes électorales, car le village compte de nombreux résidents secondaires.

### Enseignement
Bien que la commune ne dispose plus d'école communale, celle-ci est rattachée à l'académie de Grenoble.

### Équipements et activités sportives
En 2015, le « trail de l'Oisans » est passé par Oulles.

### Médias
Historiquement, le quotidien régional Le Dauphiné libéré qui consacre, chaque jour, y compris le dimanche, dans son édition Romanche et Oisans, un ou plusieurs articles à l'actualité de la communauté de communes, du canton, ainsi que des informations sur les éventuelles manifestations locales.
La commune est située sur l'aire de diffusion de radio Ici Isère, une radio publique qui émet sur tout le territoire du département de l'Isère.

## Économie
Le tourisme est la principale activité du village essentiellement composé de résidences secondaires.

## Culture et patrimoine

### Patrimoine religieux
- L'église paroissiale Saint-Didier d'Oulles du village créé au début du XIIe siècle[29].

### Patrimoine civil
- Les vieilles maisons montagnardes situées dans le bourg.

### Patrimoine naturel

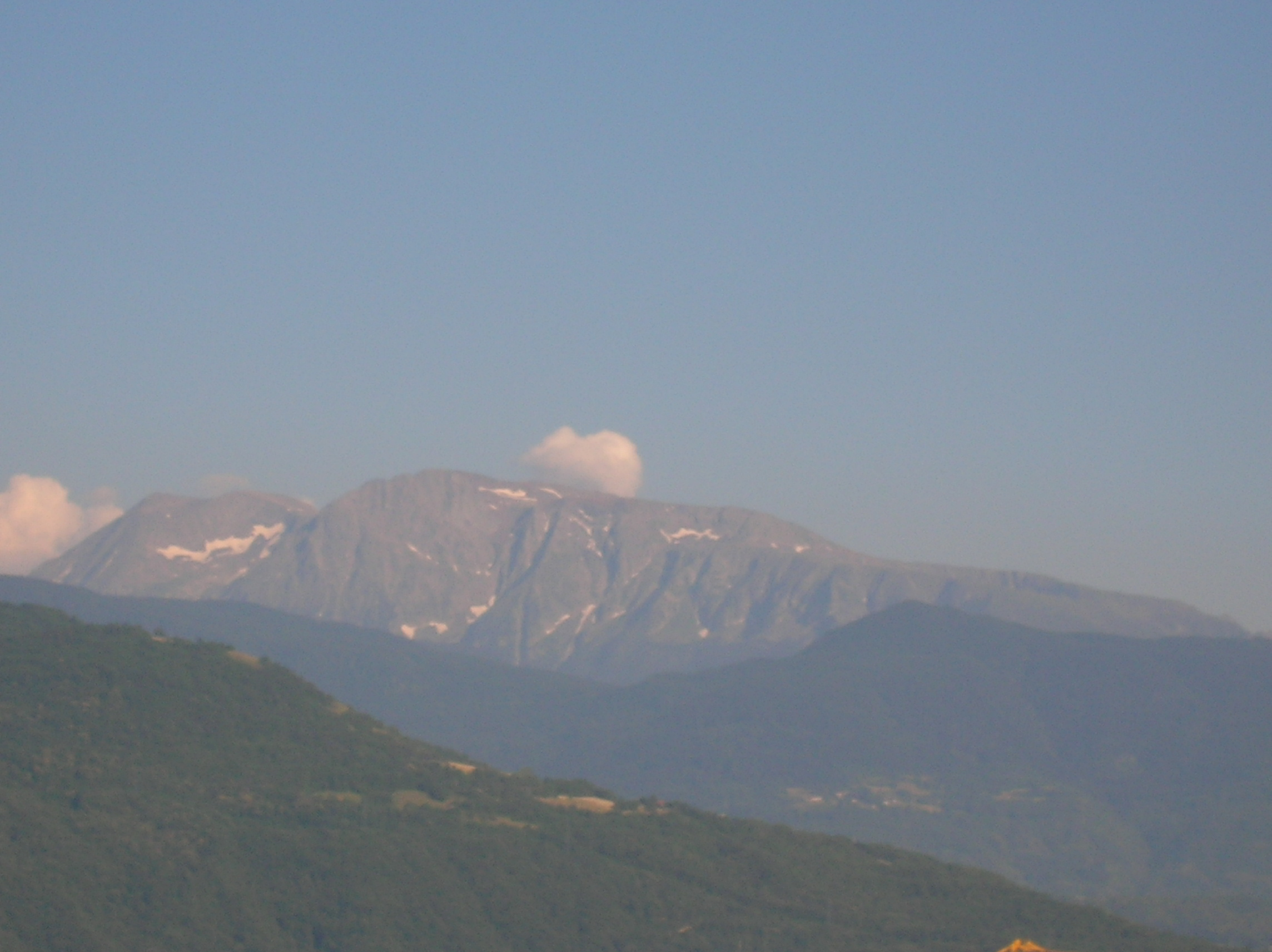
Le Grand Galbert

Le territoire communal est entouré de plusieurs hauts sommets du massif du Taillefer dont le Grand Galbert (2591 m), le Pic de la Gravelle, le Cornillon (ou Cime de Cornillon 2468 m), la pointe de l'Aiguille (2275 m).
Le refuge du Taillefer, situé à 2056 mètres d'altitude est situé entre les bourgs d'Oulles et d'Ornon. Ce refuge se situe sur un alpage où paissent un millier de brebis et une trentaine de chevaux durant la période estivale.

### Héraldique
|  | Oulles possède des armoiries dont l'origine et le blasonnement exact ne sont pas disponibles. |